# Fistaszki
Fistaszki (ang. Peanuts) – seria pasków komiksowych, których scenariusz i ilustracje stworzył amerykański ilustrator, Charles Schulz. Nowe części ukazywały się od 2 października 1950 do 13 lutego 2000 roku (dzień po śmierci Schulza) w gazetach, później ukazywały się przedruki wcześniejszych wersji i wydania zbiorcze. Głównymi bohaterami komiksu są: pies rasy beagle o imieniu Snoopy i jego właściciel Charlie Brown. Zobacz też: Lucy van Pelt.

## Charakterystyka
Komiks ten jest uznawany za jeden z najpopularniejszych i najbardziej wpływowych dzieł tego gatunku, opublikowano 17 897 historyjek, Fistaszki ukazały się w wydaniach ponad 2 600 gazet (wliczając w to polską „Gazetę Wyborczą”), miały 355 milionów czytelników w siedemdziesięciu pięciu krajach i zostały przetłumaczone na dwadzieścia jeden języków. Przyczyniły się do wprowadzenia czterokadrowego stylu tworzenia komiksów jako standardu w Stanach Zjednoczonych i przyniosły swojemu autorowi ponad miliard dolarów zysku. Ciągle ukazują się przedruki komiksu.
Na sukces Fistaszków wpłynęły także specjalne programy telewizyjne na bazie tego utworu, emitowane w określonych porach roku, np. w trakcie świąt Bożego Narodzenia. Niektóre z tych audycji, takie jak A Charlie Brown Christmas czy It’s the Great Pumpkin, Charlie Brown były nominowane do Nagrody Emmy.
Komiks jest opisywany jako „najlepszy przykład amerykańskiej historii sukcesu w branży komiksowej”, co w ironiczny sposób koresponduje z motywem „wielkiej amerykańskiej historii braku sukcesu”. Jego reprezentantem jest główny bohater Charlie Brown, który jest potulny, nerwowy, brak mu pewności siebie, nie potrafi puszczać latawców, przegrywa w baseball i ma problemy z kopnięciem piłki do futbolu amerykańskiego.